# Иван Клисурски
Иван Руменов Клисурски е български народен представител в XLVI (юли – септември 2021), XLVII (декември 2021 – юли 2022) и LI народно събрание (от ноември 2024) от партията „Има такъв народ“ (ИТН). 

## Биография
Роден е на 26 август 1997 г. в София. Баща му Румен Клисурски е оглавявал сектор „Икономическа полиция“ в софийското VI РПУ, „полицай на годината“ (2006), награден с Почетния знак на МВР (2008), който през 2012 г. е освободен след разследване за рекет и злоупотреба с власт; към 2025 г. е заместник-кмет на Район „Витоша“.  Майка му Светла Клисурска, ембриоложка в частна болница, е едноличен собственик на капитала на 6 дружества, фигурира и в 7-о.
Иван Клисурски завършва Национален учебен комплекс по култура (НУКК), известен като Италианския лицей в София. Продължава обучението си в Национална школа по мениджмънт (НШМ).[източник? (Поискан днес)] Учи медицина в Медицинския университет – София. Допълнително получава квалификация по здравен мениджмънт във Факултета по обществено здраве към Медицинския университет в София.[източник? (Поискан днес)]
През 2019 г. заедно със Сибил Хаджийорданов (син на Тошко Йорданов) става съдружник във фирмата „АЙ ЕС ДЖИ МЕДИКЪЛ“ ЕООД с предмет на дейност продажба и доставка на медицински консумативи и изделия; търговия, външнотърговска дейност, търговско представителство, хотелиерство, туризъм, реклама, импресарска дейност, сделки с интелектуална собственост и др. Иван Клисурски излиза два пъти от фирмата, за да се кандидатира за народен представител. От април 2025 г. фирмата е собственост на майка му Светла Клисурска и една от дейностите ѝ е здравен туризъм, като предлага лечение в Турция.
През 2021 и 2022 г. Иван Клисурски е избиран за народен представител съответно в XLVI и XLVII народно събрание от 21-ви МИР Сливен като представител на партия „Има такъв народ“. През октомври 2024 г. е водач на листата ѝ в 6-и МИР Враца и избран LI народно събрание. Областен координатор е на партията за 6-и МИР Враца.
Като депутат в 47-ото народно събрание внася законопроект за изменение и допълнение на Закона за здравето, свързан със създаване на система от специализирани автомобили, които да обикалят отдалечени и труднодостъпни райони за оказване на медицинска помощ. Законопроектът цели: осигуряване на по-добър достъп до здравни услуги в отдалечени и труднодостъпни райони, улесняване на профилактиката и лечението чрез мобилни звена за медицинска помощ, подобряване на здравната инфраструктура и предоставяне на адекватна грижа за населението.[източник? (Поискан днес)]
Завършва медицина през май 2025 г. В деня на дипломирането си съобщава във фейсбук, че е председател на Съюз за защита на правата на младите лекари; заявява, че ще бъде „гласът на младите лекари в парламента“. Фигурира в бившата си, а сега майчина компанията като лекар.